# ヨハン・フォンランテン
ヨハン・ヤルリン・フォンランテン・ベナビーデス（Johan Jarlín Vonlanthen Benavídez, 1986年2月1日 - ）は、コロンビア・サンタ・マルタ出身の元スイス代表サッカー選手。現役時代のポジションはフォワード及び攻撃的ミッドフィールダー。

## 経歴
EURO2004では18歳137日でゴールを挙げ当時の大会最年少ゴールという金字塔を打ち立てた。2006 FIFAワールドカップの欧州予選では8ゴールを奪い本大会でも注目の存在だったが、怪我（肉離れ）が長引き登録メンバーのリストから外された（代わりにハカン・ヤキンが招集）。
将来性のある選手としてスイスサッカー協会に期待されていた選手の1人だが伸び悩み、代表でレギュラーを取ることができず、2010 FIFAワールドカップの代表に落選。
2012年5月30日に現役引退を表明したが、2013年6月13日、グラスホッパー・クラブ・チューリッヒで現役復帰した。
2016年よりセルヴェットFCからFCヴィル1900へ加入した。

## 人物
スペイン語、ポルトガル語、イタリア語、ドイツ語、オランダ語、英語と6ヶ国語に堪能。

## タイトル
RBザルツブルク
- オーストリア・ブンデスリーガ : 2006-07